# Капперство
Ка́пперство (от англ. capper — подставное лицо) — деятельность по составлению платных прогнозов на спортивные матчи для игроков в букмекерских конторах.
Ка́пперами также могут называть себя злоумышленники, занимающиеся капперством.

## Описание

### Схема обмана
Капперы используют различные методы обмана: использование фейковых источников, неправильных статистических данных, искажение информации и так далее, чтобы продавать свои услуги.
Капперы часто используют интернет для продажи своих прогнозов и обмана людей. Они могут использовать социальные сети и другие онлайн-платформы для привлечения клиентов и распространения своих услуг. Некоторые капперы также могут использовать спам-рассылки и другие методы массовой рекламы, чтобы достигнуть большего количества людей.

## Борьба с капперством
В январе 2022 года были осуждены по 19 эпизодам мошенничества трое создателей telegram-канала «STOP BET», продающие прогнозы на спортивные мероприятия. В том же году в Москве по обвинению в мошенничестве был задержан дагестанский блогер Хизри Запиров, более известный как Хиза.